# Sekou Cissé
Sekou Cissé (Dabou, 23 mei 1985) is een Ivoriaans voormalig voetballer, die bij voorkeur als aanvaller speelde. Cissé was van 2008 tot 2009 international in het Ivoriaans voetbalelftal, waarvoor hij 11 wedstrijden speelde en 3 keer scoorde.

## Clubvoetbal

### Jeugd
Cissé groeide op in Dabou, een stad in het zuiden van Ivoorkust. Als kind leerde Cissé het voetballen op straat. Ook was hij in zijn jeugdjaren bevriend met Arouna Koné. Op zijn zesde meldde Cissé zich aan bij Biafra FC, de lokale voetbalvereniging. Toen hij voetbalde tegen FC Bibo, de beste club uit Treichville, werd Cissé wegens zijn goede spel opgemerkt door bestuursleden en maakte hij de overstap naar deze club. Hier kwam hij in een selectie terecht met onder meer Cheik Tioté. De Ivoriaan speelde tijdens zijn jeugd voornamelijk wedstrijden op blote voeten, totdat hij op zijn veertiende levensjaar via een techniekexamen voetbalschoenen verdiende.

### ASEC Mimosas
In juli 2003 maakte Cissé de overstap naar ASEC Mimosas, de befaamde voetbalacademie van de voormalig Frans international Jean-Marc Guillou. Bij deze voetbalschool werden onder anderen ook spelers als Salomon Kalou, Aruna Dindane, Yao Kouassi Gervinho, Emmanuel Eboué, Arthur Boka en Yaya Touré opgeleid. Na een half jaar stapte Cissé uit de voetbalacademie, omdat hij weigerde te vertrekken naar KSK Beveren. Hij keerde een korte tijd terug naar Bilbo, om een nieuwe start te maken in zijn carrière. In februari 2004 werd Cissé door Roda JC naar Nederland gehaald, op aanraden van toenmalig Roda-spits en jeugdvriend Arouna Koné.

### Roda JC
In 2004 maakte hij zijn debuut in de Eredivisie. De speler viel op door zijn snelheid en scoorde vijf keer in 25 wedstrijden. Na het vertrek van Koné naar PSV in 2005, stond Cissé definitief in de basis van de aanval bij Roda JC.
In 2006 stond Cissé op het verlanglijstje van Louis van Gaal, die bij AZ op zoek was naar een geschikte linksbuiten. Roda JC wilde echter niet meewerken aan een vertrek. "Gezien de sportieve ambities van Roda JC past het niet om Sekou Cissé of enige andere talentvolle speler op dit moment te laten vertrekken", aldus Servé Kuijer.
Het seizoen 2006/07 begon voor Cissé niet best. Vanwege een gegeven kopstoot aan Sigourney Bandjar tijdens de eerste competitiewedstrijd tegen Excelsior, kreeg Cissé van de tuchtcommissie een schorsing van vier duels. Een van de hoogtepunten van Cissé in dat seizoen, was zijn doelpunt tegen Feyenoord, waarmee hij een verlies voor Roda voorkwam. Teamgenoot Davy De Fauw stuurde Cissé diep, waarna de Ivoriaan Theo Lucius en Serginho Greene te snel af was en de bal onder doelman Sherif Ekramy door in het doel schoot.
In de zomer van 2007 raakte Cissé geblesseerd en verloor hij zijn basisplaats aan Roland Lamah. Vanaf zijn herstel kreeg hij zijn speelminuten door middel van invalbeurten, die uitmonden in steeds meer speeltijd en een herovering van zijn basisplaats. Cissé won met Roda met 2-4 bij PSV en met 5-1 tegen FC Groningen. Op 23 januari 2008 liep de aanvaller in het duel met De Graafschap een hamstringblessure op. Deze kostte hem vier weken. Na een sterke zomerperiode met het Ivoriaans voetbalelftal, kwam de speler van Roda JC in belangstelling van een aantal Franse clubs, waaronder AS Nancy en FC Nantes, maar dit leidde niet tot een transfer.
De Ivoriaan beleefde in zijn vijfde jaar in dienst van Roda JC zijn definitieve doorbraak, waarbij hij in 31 wedstrijden negen keer doel trof. Cissé speelde zich hierdoor in de belangstelling van clubs uit binnen- en buitenland en werd in de media in verband gebracht met onder meer Villarreal, Fiorentina, Beşiktaş, RC Lens, FC Twente, PSV en Ajax. Op 5 juli 2009 werd via de officiële kanalen bekend dat Cissé de overstap naar Feyenoord maakte. Voor de vleugelspits moest naar verluidt zo'n drie tot vier miljoen euro worden neergelegd.

### Feyenoord
In Rotterdam tekende Cissé een contract voor vijf seizoenen bij Feyenoord, waar hij met ingang van het seizoen 2009/10 speelt. Hij draagt bij Feyenoord rugnummer 23. In het begin van het seizoen van 2010 bleek Cissé een haarscheurtje te hebben in het bot van zijn teen. Deze blessure was eerder over het hoofd gezien en was daardoor lang onbehandeld gebleven. Hierdoor moest hij het grotendeels van het seizoen missen. Deze hardnekkige blessure betekende dat Cissé ook in het begin van het 2011/2012 seizoen aan de kant moest blijven. Hij herstelde zich echter in de eerste helft van het seizoen, waardoor hij de tweede helft weer volledig kon meespelen. Op zondag 20 november 2011 maakte hij het vierduizendste doelpunt in de geschiedenis van Feyenoord door in het competitieduel tegen Vitesse de vierde en laatste treffer van de Rotterdammers voor zijn rekening te nemen: 0-4. John Guidetti (2) en Jordy Clasie hadden de score in Arnhem op 0-3 gebracht. Op 3 januari 2014 maakte Feyenoord bekend dat het contract met Cissé per direct ontbonden wordt.

### Racing Genk en Sochaux
Nog dezelfde dag werd bekend dat Cissé meegaat op trainingskamp met het Belgische KRC Genk.. Cissé krijgt een contract tot het einde van het seizoen met een optie op een volgend seizoen. In april werd die optie gelicht.
In het seizoen 2014-2015 speelt Cissé steeds op de flank, hij start sterk en is na de heenronde club-topschutter met 5 doelpunten (en 1 assist).
Op 25 november 2014 tekende Cissé een nieuwe verbintenis bij de Limburgers, tot medio 2017.
Genk verhuurde Cissé in augustus 2015 voor een jaar aan FC Sochaux, dat daarbij een optie tot koop bedong.

### Gazélec FCO Ajaccio en Anorthosis Famagusta
In het seizoen 2016/17 speelde hij voor Gazélec FCO Ajaccio waarmee hij uit de Ligue 1 degradeerde. In augustus 2017 ging Cissé naar het Cypriotische Anorthosis Famagusta. In januari 2019 mocht hij vertrekken. 

## Interlands

### Ivoorkust –21
In 2008 werd Cissé meerdere malen opgeroepen voor het nationale voetbalteam van Ivoorkust. Eind mei 2008 schoot de Ivoriaan zichzelf tot topscorer van het prestigieuze internationale jeugdtoernooi in Toulon, door vier keer te scoren. Door het indrukwekkende spel in Toulon, werd Cissé in augustus 2008 geselecteerd voor de Ivoriaanse selectie onder de 21 jaar dat uitkwam op de Olympische Spelen van 2008. In het eerste duel van Ivoorkust tegen Argentinië -21 wist hij via een kopbal Ivoorkust van een 0-1-achterstand terug te brengen tot 1-1. Desondanks werd het duel verloren met 2-1. Diezelfde week scoort Cissé nog eens, ditmaal tegen Servië. In de met 2-4 gewonnen wedstrijd opent hij in de derde minuut al de score. Ondanks een goed toernooi, bleef Ivoorkust echter steken in de kwartfinales.

### Ivoorkust
In mei 2008 werd Cissé opgeroepen door bondscoach Vahid Halilhodžić voor de Ivoriaanse nationale ploeg. Op 1 juNi 2008 debuteerde Cissé voor De Oranje Olifanten in de WK-kwalificatiewedstrijd tegen Mozambique. Cissé scoorde drie keer in vier kwalificatiewedstrijden, waarbij Ivoorkust zich plaatste voor het WK 2010 in Zuid-Afrika. Cissé werd opgenomen in de voorselectie van het WK, maar door zijn blessure werd hij niet geselecteerd. Sindsdien is hij ook niet meer opgeroepen.
| Interlands van Sekou Cissé voor Ivoorkust | Interlands van Sekou Cissé voor Ivoorkust | Interlands van Sekou Cissé voor Ivoorkust | Interlands van Sekou Cissé voor Ivoorkust | Interlands van Sekou Cissé voor Ivoorkust |
| №                                         | Datum                                     | Wedstrijd                                 | Uitslag                                   | Competitie                                |
| ----------------------------------------- | ----------------------------------------- | ----------------------------------------- | ----------------------------------------- | ----------------------------------------- |
| 1                                         | 01 Jun 2008                               | Ivoorkust – Mozambique                    | 1–0                                       | WK-kwalificatie                           |
| 2                                         | 08 Jun 2008                               | Madagaskar – Ivoorkust                    | 0–0                                       | WK-kwalificatie                           |
| 3                                         | 14 Jun 2008                               | Botswana – Ivoorkust                      | 1–1                                       | WK-kwalificatie                           |
| 4                                         | 22 Jun 2008                               | Ivoorkust – Botswana                      | 4–0                                       | WK-kwalificatie                           |
| 5                                         | 07 Jun 2009                               | Guinee – Ivoorkust                        | 1–2                                       | WK-kwalificatie                           |
| 6                                         | 20 Jun 2009                               | Burkina Faso – Ivoorkust                  | 2–3                                       | WK-kwalificatie                           |
| 7                                         | 12 Aug 2009                               | Tunesië – Ivoorkust                       | 0–0                                       | Oefeninterland                            |
| 8                                         | 10 Oct 2009                               | Malawi – Ivoorkust                        | 1–1                                       | WK-kwalificatie                           |
| 9                                         | 14 Nov 2009                               | Ivoorkust – Guinee                        | 3–0                                       | WK-kwalificatie                           |
| 10                                        | 18 Nov 2009                               | Duitsland – Ivoorkust                     | 2–2                                       | Oefeninterland                            |

## Clubstatistieken
| Seizoen | Club                 | Duels | Goals | Competitie         |
| ------- | -------------------- | ----- | ----- | ------------------ |
| 2004/05 | Roda JC              | 25    | 5     | Eredivisie         |
| 2005/06 | Roda JC              | 27    | 4     | Eredivisie         |
| 2006/07 | Roda JC              | 26    | 4     | Eredivisie         |
| 2007/08 | Roda JC              | 24    | 2     | Eredivisie         |
| 2008/09 | Roda JC              | 31    | 9     | Eredivisie         |
| 2009/10 | Feyenoord            | 24    | 5     | Eredivisie         |
| 2010/11 | Feyenoord            | 1     | 0     | Eredivisie         |
| 2011/12 | Feyenoord            | 23    | 7     | Eredivisie         |
| 2012/13 | Feyenoord            | 10    | 2     | Eredivisie         |
| 2013/14 | Feyenoord            | 1     | 0     | Eredivisie         |
| 2013/14 | KRC Genk             | 18    | 2     | Jupiler Pro League |
| 2014/15 | KRC Genk             | 28    | 7     | Jupiler Pro League |
| 2015/16 | KRC Genk             | 2     | 0     | Jupiler Pro League |
| 2015/16 | → FC Sochaux         | 26    | 8     | Ligue 2            |
| 2016/17 | GFC Ajaccio          | 31    | 4     | Ligue 2            |
| 2017/18 | Anorthosis Famagusta | 24    | 4     | A Divizion         |
| Totaal  | Totaal               | 321   | 63    |                    |

## Erelijst
- Topscorer Toulon Espoirs-toernooi: 2008 ( Ivoorkust)